# Zara (márkanév)
A Zara, a spanyolországi Inditex Group vezető ruházati márkája, melyet 1975-ben alapított a ma már Spanyolország leggazdagabb, és a világ egyik (2017-ben Bill Gates után a második) leggazdagabb emberének számító Amancio Ortega Gaona. Az első üzlet a galiciai A Coruñában nyílt meg.

## Története

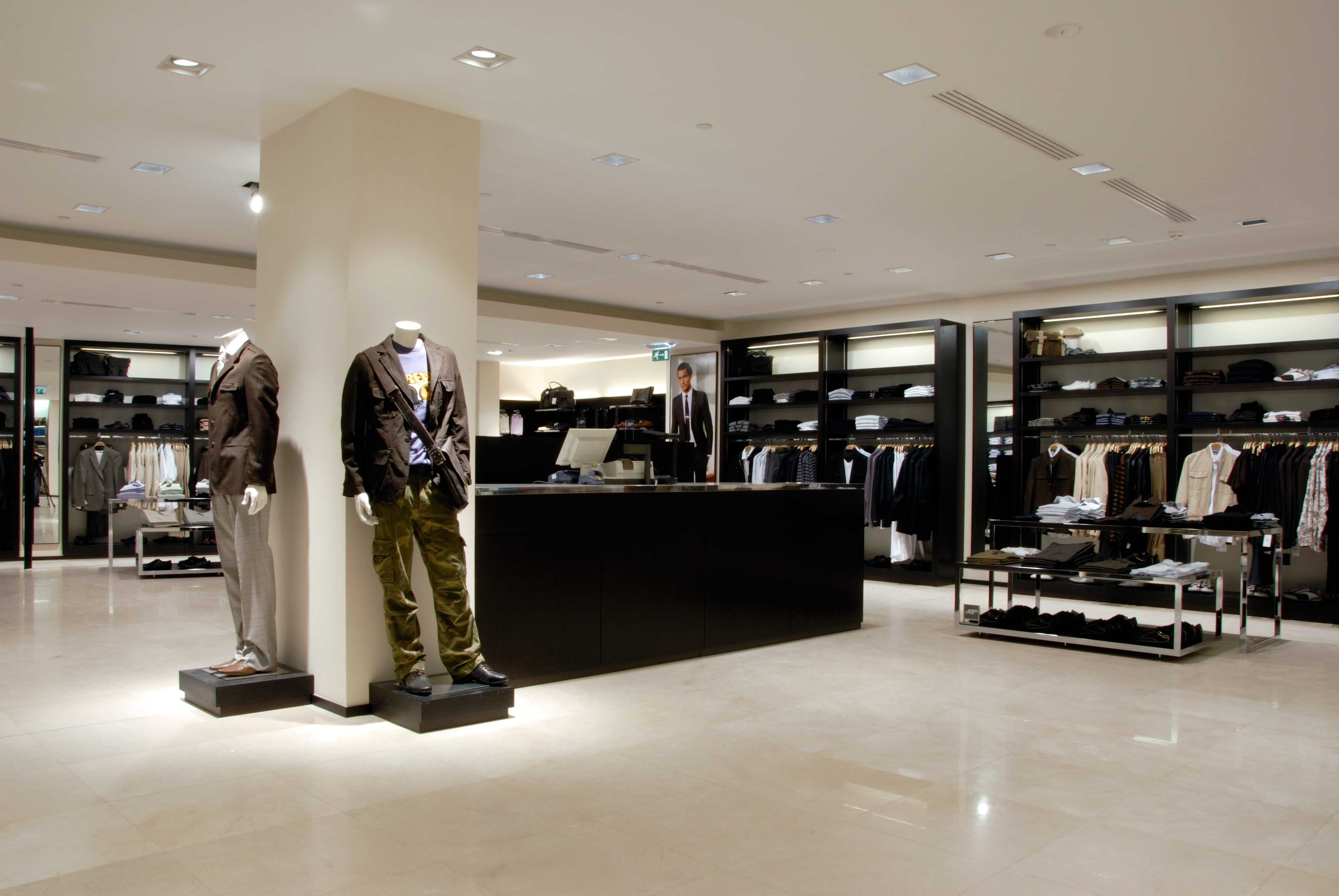
Egy tipikus Zara-üzlet

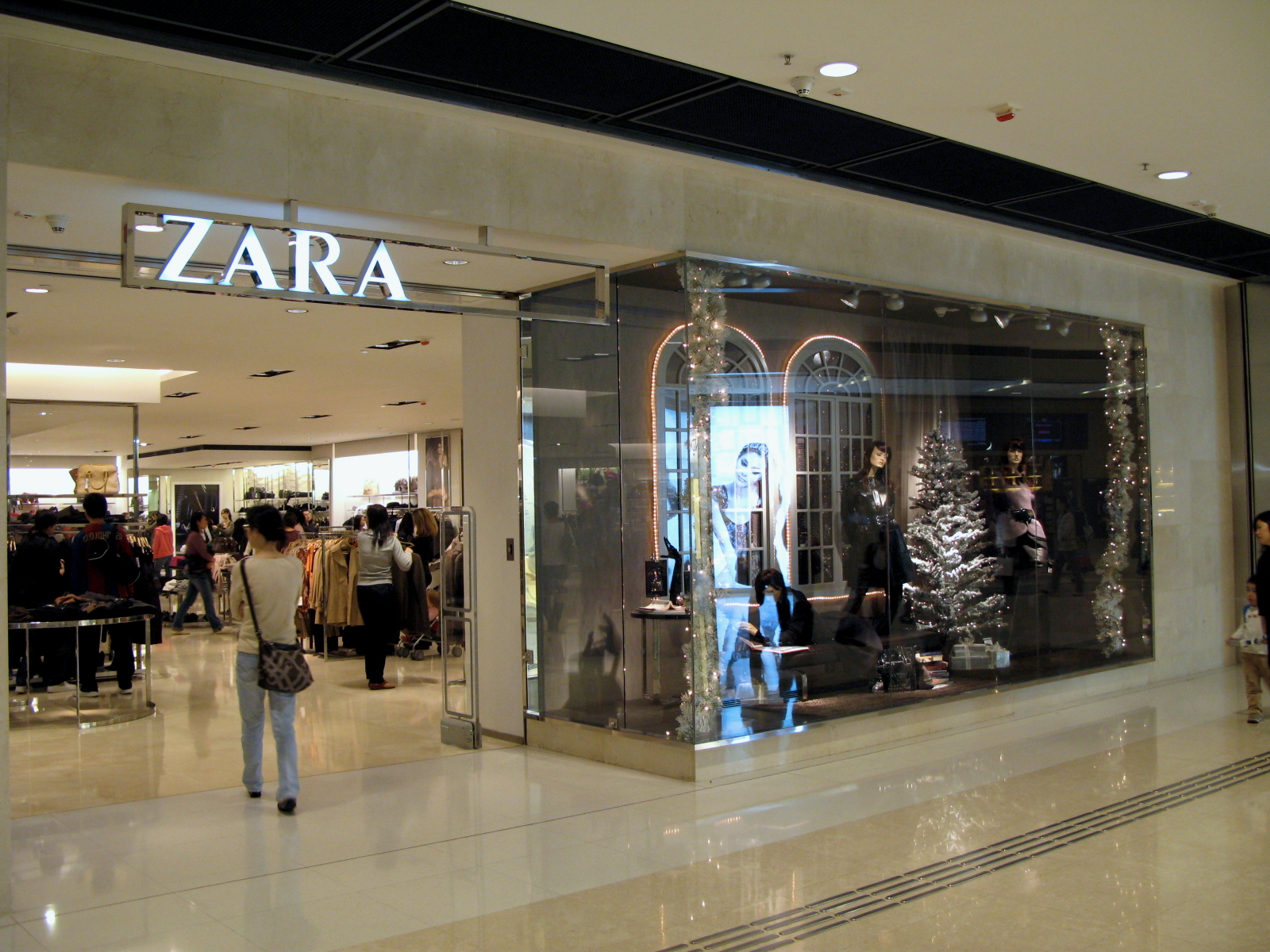
Zara-üzlet Hongkongban

A ZARA régebbi logója

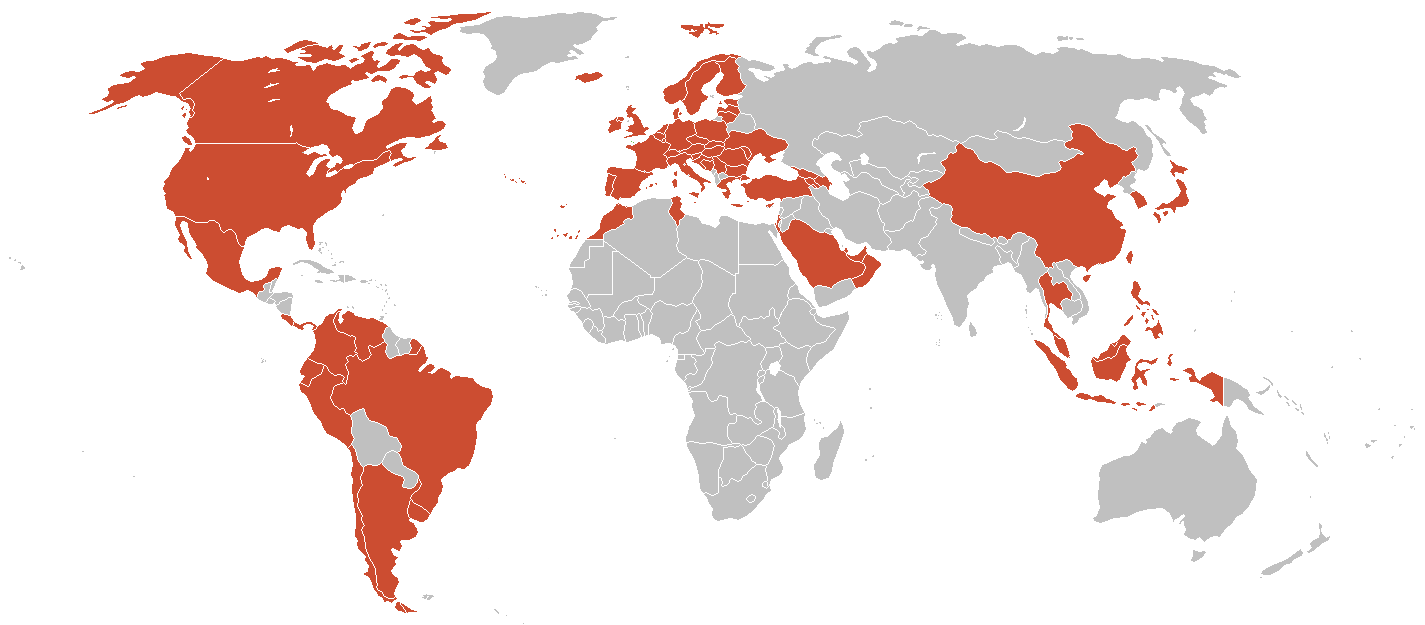
ZARA a világban

Amancio Ortega 1975-ben nyitotta meg az első Zara-üzletet A Coruñában, Spanyolországban. Eredetileg Zorba néven szeretett volna üzletet nyitni, ám ez a név már le volt védve.

Kezdetben alacsony árai, ám felsőkategóriásnak tűnő árui miatt vált népszerűvé a Zara.

1980-ban kezdte meg a nemzetközi terjeszkedést, először Portugáliában. 1989-ben nyílt az első üzlet az Amerikai Egyesült Államokban, majd 1990-ben Franciaországban. További nemzetközi terjeszkedések:
- Mexikó (1992)
- Görögország (1993)
- Belgium és Svédország (1994)...

Így fokozatosan a 21. századra elérte a mai divatbirodalmi kiterjedését: több mint 70 ország körülbelül 1608 üzletében találhatóak meg ma már a divatos Zara-termékek.

## Környezet- és egészségvédelem
A Greenpeace kutatást végzett több világmárka termékeiben található mérgező és rákkeltő anyagokról, s a tanulmány szerint a legmagasabb – 1000 ppm értéket meghaladó – szintű NPE-mennyiséget tartalmazó ruhadarabok többek között a Zara mintáiban fordultak elő. Egyes országokban közel húsz éve korlátozzák az NPE-vegyületek alkalmazását a ruhagyártás során, s bár jelenleg nincs olyan jogszabály, amely korlátozná az NPE-maradványokat tartalmazó termékek értékesítését, hasonló intézkedések előkészítése folyamatban van az Európai Unióban. A környezetbe került NPE-vegyületek tartósan megmaradó, a hormonrendszer működését megzavaró, nehezen bomló, bioakkumulatív (az élőlények szervezetében felhalmozódó) toxikus nonilfenollá bomlanak. A vizsgált Zara-termékek közül kettő tartalmazott rákkeltő aminokat kibocsátó azofestékeket – bár az azonosított mennyiség a megengedett határértéket nem haladta meg.

## Üzletek
| - Spanyolország: 504 üzlet - Franciaország: 118 üzlet - Olaszország: 90 üzlet - Portugália: 82 üzlet - Egyesült Királyság: 65 üzlet - Németország: 65 üzlet - Japán: 48 üzlet - Mexikó: 48 üzlet - Görögország: 47 üzlet - Amerikai Egyesült Államok: 455 üzlet - Kína: 35 üzlet - Oroszország: 32 üzlet - Belgium: 26 üzlet - Brazília: 26 üzlet - Lengyelország: 26 üzlet - Törökország: 26 üzlet - Szaúd-Arábia: 21 üzlet - Izrael: 19 üzlet - Kanada: 18 üzlet - Hollandia: 15 üzlet - Dél-Korea: 15 üzlet - Kolumbia: 12 üzlet - Ausztria: 11 üzlet - Venezuela: 11 üzlet - Svédország: 10 üzlet - Svájc: 10 üzlet - Írország: 9 üzlet - Románia: 9 üzlet | - Argentína: 8 üzlet - Indonézia: 8 üzlet - Egyesült Arab Emírségek: 8 üzlet - Magyarország: 9 üzlet - Chile: 7 üzlet - Szingapúr: 7 üzlet - Csehország: 6 üzlet - Fülöp-szigetek: 6 üzlet - Kuvait: 5 üzlet - Malajzia: 5 üzlet - Thaiföld: 5 üzlet - Ciprus: 4 üzlet - Finnország: 4 üzlet - India: 4 üzlet - Lettország: 4 üzlet - Libanon: 4 üzlet - Litvánia: 4 üzlet - Marokkó: 4 üzlet - Norvégia: 4 üzlet - Szerbia: 4 üzlet - Szlovénia: 4 üzlet - Dánia: 3 üzlet - Egyiptom: 3 üzlet - Bahrein: 2 üzlet | - Costa Rica: 2 üzlet - Horvátország: 2 üzlet - Salvador: 2 üzlet - Észtország: 2 üzlet - Guatemala: 2 üzlet - [[Fájl:\|22x20px\|keret \|alt=\|link=]] Honduras: 2 üzlet - Izland: 2 üzlet - Jordánia: 2 üzlet - Luxemburg: 2 üzlet - Panama: 2 üzlet - Katar: 2 üzlet - Szlovákia: 4 üzlet - Tunézia: 2 üzlet - Ukrajna: 3 üzlet - Uruguay: 2 üzlet - Üzbegisztán: 2 üzlet - Andorra: 1 üzlet - Bulgária: 1 üzlet - Dominikai Köztársaság: 1 üzlet - Kazahsztán: 1 üzlet - Málta: 1 üzlet - Monaco: 1 üzlet - Montenegró: 1 üzlet - Omán: 1 üzlet - Puerto Rico: 1 üzlet - Vietnám: 1 üzlet |  |

## Üzletek Magyarországon
- Budapest - Váci út 1-3. (Westend)
- Budapest - Kerepesi út 9. (Aréna Plaza)
- Budapest - Október 23. utca 8-10. (Allee Bevásárlóközpont)
- Budapest - Örs vezér tere 25. (Árkád)
- Budapest - Váci utca 6.
- Budapest - Hadak útja 1 (Etele Pláza)
- Debrecen - Csapó utca 30. (Fórum Üzletközpont)
- Győr - Budai út 1. (Árkád)
- Szeged - Londoni körút 3. (Árkád)